# Lokki, Färöarna
Lokki är ett berg i Färöarna (Kungariket Danmark).  Det ligger i sýslan Norðoyar, i den nordöstra delen av landet, 30 km norr om huvudstaden Tórshavn. Toppen på Lokki är 754 meter över havet. Lokki ligger på ön Borðoy.
Terrängen runt Lokki är kuperad. Runt Lokki är det ganska glesbefolkat, med 42 invånare per kvadratkilometer. Närmaste större samhälle är Klaksvík, 7,6 km söder om Lokki. Trakten runt Lokki består i huvudsak av gräsmarker.